# Ms. Marvel (miniserie)
Ms. Marvel es una miniserie de televisión web estadounidense creada por Bisha K. Ali para el servicio de streaming, Disney+, basada en Marvel Comics, con el personaje Kamala Khan / Ms. Marvel. Es la séptima serie de televisión del Universo cinematográfico de Marvel (MCU) producida por Marvel Studios, compartiendo continuidad con las películas de la franquicia. La serie sigue a Kamala Khan, una fan de 16 años de los Vengadores, que lucha por encajar hasta que obtiene sus propios poderes. La serie es producida por Marvel Studios, con Ali como escritora principal, y Adil El Arbi & Bilall Fallah al frente del equipo de dirección.
Iman Vellani interpreta a Kamala Khan / Ms. Marvel, con Matt Lintz, Yasmeen Fletcher, Zenobia Shroff, Mohan Kapur, Saagar Shaikh, Laurel Marsden, Azhar Usman, Rish Shah, Arian Moayed, Alysia Reiner, Laith Nakli, Nimra Bucha, Travina Springer, Adaku Ononogbo, Samina Ahmad, Fawad Khan, Mehwish Hayat, Farhan Akhtar y Aramis Knight también protagonizando. La serie se anunció con la participación de Ali en agosto de 2019. Vellani fue elegida en septiembre de 2020, con Adil El Arbi y Bilall Fallah, Sharmeen Obaid-Chinoy y Meera Menon contratados como directores de la serie. El rodaje comenzó a principios de noviembre de 2020, en Atlanta, Georgia, y Nueva Jersey y concluyó en Tailandia en mayo de 2021.
Ms. Marvel debutó el 8 de junio de 2022 y duró seis episodios, concluyendo el 13 de julio. Forma parte de la Fase Cuatro del UCM. La serie sirve como un montaje de la película The Marvels (2022), en la que Vellani repetirá su papel de Khan, junto con miembros adicionales del reparto. La serie recibió críticas positivas, particularmente por su estilo visual creativo y la actuación de Vellani. Ms. Marvel establece los eventos de la película The Marvels (2023), en la que Vellani repite su papel de Kamala.

## Premisa
Kamala Khan, una fan de 16 años de los Vengadores, particularmente de Carol Danvers / Capitana Marvel, lucha por encajar hasta que obtiene sus propios poderes.

## Reparto
- Iman Vellani como Kamala Khan / Ms. Marvel:
Una estudiante paquistaní-estadounidense de secundaria de 16 años de Jersey City. Kamala es una aspirante a artista y una ávida jugadora, y escribe fanfiction de superhéroes sobre héroes como Capitana Marvel.[1][2] Khan gana la habilidad de aprovechar la energía cósmica y crear construcciones de luz dura de un brazalete mágico,[3][4] y se revela que es una mutante en el final de la serie.[5] La productora ejecutiva, Sana Amanat dijo que Kamala aportó una "perspectiva fundamentada" al MCU con "brillante y ansiosos ojos". Vellani señaló que Khan disfruta de la simplicidad de una vida con poderes, en lugar de preocuparse por la escuela secundaria, los niños y las relaciones, el drama familiar, la cultura y la religión.[6] También agregó que el personaje "sentía mucho como ella" debido a su origen, etnicidad y amor similares por el universo Marvel.[7] La escritora principal, Bisha K. Ali describió a Khan como un "avatar" para todos de los espectadores que habían crecido con el UCM.[8]
- Matt Lintz como Bruno Carrelli: El mejor amigo de Kamala que está enamorado de ella.[9][10] Lintz llamó a Bruno "muy leal" a Kamala, más aún después de que ella obtiene sus poderes, ya que crea una nueva dinámica entre ellos.[11]
- Yasmeen Fletcher como Nakia Bahadir:
Amiga cercana de Kamala.[12] Fletcher llamó a Nakia un "personaje fuerte" que es "obstinada y está dispuesta a luchar por cualquier cosa en la que crea", como un personaje que "rompe muchos de los estereotipos de las chicas que usan hiyab".[11] La directora Meera Menon sintió que Nakia tenía la "capacidad de comunicar confianza" cuando era necesario, sin dejar de ser "una adolescente vulnerable, que se las arreglaba como todos los demás".[13] En Ms. Marvel, Nakia es estadounidense-libanés y mestiza, como Fletcher, en comparación con la versión de los cómics que es estadounidense-turca.[14]
- Zenobia Shroff como Muneeba Khan:
La madre de Kamala y la esposa de Yusuf.[15] Es más estricta con Kamala que con Yusuf, y Shroff dice que se debe a que conoce el potencial de Kamala mientras todavía queriendo "protegerla de todo eso".[11]
- Mohan Kapoor como Yusuf Khan:
El padre de Kamala y el esposo de Muneeba.[15] Kapur describió a Yusuf como "un cálido, cariñoso y compasivo", que es más comprensivo con Kamala y sus sueños que Muneeba.[11]
- Saagar Shaikh como Aamir Khan:
El hermano mayor de Kamala.[16] Shaikh describió a Aamir como "algo distante y no tan divertido como él piensa que lo es", que también es muy religioso y actúa como intermediario entre Kamala y sus padres.[11]
- Laurel Marsden como Zoe Zimmer: La chica más popular de la escuela secundaria de Kamala y una persona influyente en las redes sociales.[16]
- Azhar Usman como Najaf:[11] Un vendedor de alimentos halal que conoce a Kamala.
- Rish Shah como Kamran:
Un chico del que Kamala está enamorada.[15] Shah creía que Kamran podía relacionarse con Kamala tan fácilmente porque tenía una "falta de pertenencia y comunidad" y es capaz de expresarse culturalmente a su alrededor.[11]
- Arian Moayed como P. Cleary: Un agente del Departamento de Control de Daños (DODC).[17]
- Alysia Reiner como Sadie Deever: Una agente del DODC que trabaja con Cleary.[17]
- Laith Nakli como Sheikh Abdullah: Un imam en la mezquita de Kamala.[16]
- Nimra Bucha como Najma: La madre de Kamran, quién es la líder de los Clandestinos, un grupo de Djinn que intentan regresar a su dimensión hogar Noor después de ser exiliado en la Tierra.[16]
- Travina Springer como Tyesha Hillman: Esposa de Aamir.[16]
- Adaku Ononogbo como Fariha: Un miembro de los Clandestinos que empuña una lanza.[16]
- Samina Ahmad como Sana: La abuela de Kamala que vive en Karachi, Pakistán.[18] Zion Usman interpreta a una joven Sana.[19]
- Fawad Khan como Hasan: Bisabuelo de Kamala.[20]
- Mehwish Hayat como Aisha: Bisabuela de Kamala y miembro de los Clandestinos, y dueña original del brazalete.[21]
- Farhan Akhtar como Waleed: El líder de los Red Daggers, un grupo de vigilantes que visten pañuelos rojos y empuñan dagas para lanzar.[22]
- Aramis Knight como Kareem / Red Dagger: Miembro de Red Daggers.[22] Knight entrenó con un entrenador de dialectos para poder hablar urdu y tener acento pakistaní para "aparecer como un niño de Karachi" y estaba "muy feliz de representar a la cultura".[23]

Recurrentes en la serie son Jordan Firstman como consejero escolar Gabe Wilson, y Anjali Bhimani y Sophia Mahmud como las tías Ruby y Zara. Las estrellas invitadas adicionales incluyen Ali Alsaleh y Dan Carter como Aadam y Saleem, miembros de los Clandestinos que empuñan una maza dorada y un látigo de poder, respectivamente; Vardah Aziz y Asfandyar Khan como los primos de Kamala, Zainab y Owais, respectivamente; Ryan Penagos, vicepresidente y ejecutivo creativo de Marvel New Media, tiene un aparición especial como anfitrión de la competencia cosplay en AvengerCon. Los directores Adil El Arbi y Bilall Fallah hacen apariciones especiales como un hombre en la mezquita y una de los "Mosque Bros", respectivamente, Amanat hace un cameo durante la boda de Aamir y Hillman. G. Willow Wilson hace un cameo como ella misma como una usuaria de Tik Tok. Brie Larson hace un cameo sin acreditar como Carol Danvers / Capitana Marvel en la escena a mitad de créditos del final de temporada. Una foto de Jameela Jamil como Titania, que interpreta al personaje de la serie de Disney+, She-Hulk: Attorney at Law (2022) , aparece en la serie; Jamil no estaba al tanto de su inclusión en Ms. Marvel hasta que salió al aire.

## Episodios
| N.º | Título                                                         | Dirigido por                 | Escrito por                                                                             | Fecha de lanzamiento original |
| --- | -------------------------------------------------------------- | ---------------------------- | --------------------------------------------------------------------------------------- | ----------------------------- |
| 1 | «Generation Why» «La nueva generación / La Generación Por Qué» | Adil El Arbi & Bilall Fallah | Bisha K. Ali                                                                            | 08 de junio de 2022           |
| Kamala Khan es una estudiante de secundaria de 16 años y fanática de los Vengadores, particularmente de Carol Danvers / Capitana Marvel. Después de reprobar un examen de manejo, Kamala y su mejor amigo Bruno Carrelli terminan su cosplay de Capitana Marvel para la "AvengerCon" mientras evita a sus estrictos padres, Yusuf y Muneeba. Kamala recibe un paquete de su abuela Sana que incluye un brazalete de oro, que según Muneeba es basura. Después de no poder convencer a sus padres de que la dejaran ir a AvengerCon, Kamala se escapa con Bruno para asistir y toma el brazalete como parte de su cosplay. Después de llegar allí y vestirse, se pone el brazalete y eso le hace proyectar construcciones de energía cósmica. Esto, sin darse cuenta, causa estragos, durante los cuales Kamala usa sus poderes para salvar a su compañera de clase Zoe Zimmer. Bruno lleva a Kamala a casa, donde una angustiada Muneeba, le ruega a Kamala que se concentre en su propia vida. En una escena de mitad de créditos, los agentes del Departamento de Control de Daños (DODC), P. Cleary y Sadie Deever ven un vídeo del incidente de Kamala en AvengerCon y se dirigen a Nueva Jersey para encontrarla y detenerla. |                                                                |                              |                                                                                         |                               |
| 2 | «Crushed» «Destinada / Pillada»                                | Meera Menon                  | Kate Gritmon                                                                            | 15 de junio de 2022           |
| Kamala comienza a entrenar para controlar sus poderes con Bruno, quien deduce que el brazalete activó sus propios superpoderes. Kamala, Bruno y su amiga Nakia Bahadir asisten a una fiesta organizada por Zimmer, donde conocen a un nuevo estudiante de último año, Kamran, con quien Kamala se hace amiga. Bruno se frustra cuando Kamala decide pasar tiempo con Kamran en lugar de entrenar. Después de ver una visión de una mujer misteriosa, Kamala les pregunta a Sana y Muneeba sobre su bisabuela Aisha, la propietaria original del brazalete, pero ambos la evaden. Yusuf dice que la joven Sana se perdió durante la partición de la India, pero misteriosamente pudo encontrar a su padre nuevamente. Después de preguntarle a Zimmer sobre su salvador en AvengerCon, Cleary y Deever ordenan un barrido del área tri-estatal, apuntando a las comunidades del sur de Asia. En una celebración de Eid al-Adha, un niño se desliza del balcón de una mezquita y casi se cae antes de que Kamala lo salve con sus poderes. Kamala es perseguida por agentes del DODC liderados por Deever, pero Kamran la salva y le presenta a su madre Najma, la mujer de la visión de Kamala.                                     |                                                                |                              |                                                                                         |                               |
| 3 | «Destined» «Consecuencias / Destinada»                         | Meera Menon                  | Historia por: Freddy Syborn Guion por: Freddy Syborn y A. C. Bradley & Matthew Chauncey | 22 de junio de 2022           |
| Najma explica que ella y Kamran son parte de un grupo de cinco seres mejorados conocidos como Clandestinos, quienes dicen ser Djinn, que fueron exiliados de la dimensión Noor. Najma dice que Aisha también era Clandestina y le pide ayuda a Kamala para usar el brazalete y permitirles regresar a la dimensión Noor. Kamala está de acuerdo, pero Bruno le advierte que los viajes interdimensionales podrían ser peligrosos, por lo que le pide a Kamran más tiempo para asegurarse de que puedan hacerlo de manera segura. Kamran está de acuerdo, pero Najma, impaciente, decide obligar a Kamala a ayudarlos. El hermano de Kamala, Aamir se casa con su prometida Tyesha, pero Kamran interrumpe la boda para advertir a Kamala antes de que lleguen los otros Clandestinos. Kamala, Bruno y Kamran son dominados mientras Najma intenta usar el brazalete, lo que desencadena la visión de un tren. Los agentes del DODC llegan y capturan a los Clandestinos, incluido Kamran. Mientras Kamala y Bruno escapan, Nakia ve a Kamala usando sus poderes. Sana contacta a Kamala, revelando que ella también tuvo la visión del tren e insistiendo en que Kamala y Muneeba la visiten en Karachi.                           |                                                                |                              |                                                                                         |                               |
| 4 | «Seeing Red» «Sangre en el ojo / En cólera»                    | Sharmeen Obaid-Chinoy        | Historia por: Sabir Pirzada Guion por: Sabir Pirzada y A. C. Bradley & Matthew Chauncey | 29 de junio de 2022           |
| Kamala y Muneeba viajan a Karachi y se reúnen con Sana, quién le revela a Kamala que el brazalete está tratando de transmitir un mensaje a través de la visión del tren. Al día siguiente, Kamala va a la estación de tren para investigar, pero es atacada por Kareem, miembro del grupo de vigilantes Red Daggers que inicialmente la confunde con uno de los Clandestinos. Kareem lleva a Kamala al escondite de los Red Daggers, donde Kamala descubre por su líder Waleed que los Clandestinos están tratando de romper el Velo de Noor, que separa la dimensión Noor del mundo humano, para expandirse y tomar el control. Los Clandestinos escapan de la prisión de máxima seguridad del DODC, pero Najma abandona a Kamran por su traición. Kamala comienza a entrenar con los Red Daggers para dominar sus poderes, pero son interrumpidos por los Clandestinos. Se produce una persecución, durante la cual Waleed mata a uno de los Clandestinos antes de que Najma lo mate a su vez. Mientras Kamala y Kareem defienden a los Clandestinos, Kareem mata a uno de ellos y Najma apuñala accidentalmente el brazalete, enviando a Kamala al pasado, a la partición.                                                      |                                                                |                              |                                                                                         |                               |
| 5 | «Time and Again» «El tiempo dirá / Una y otra vez»             | Sharmeen Obaid-Chinoy        | Fatimah Asghar                                                                          | 06 de julio de 2022           |
| En el India, 1942, Aisha se refugia en un pueblo, donde Hasan, un activista independentista indio, le ofrece comida y refugio. Se enamoran y tienen una hija, Sana. Cinco años después, Najma encuentra a Aisha y le ordena que recupere el brazalete. Aisha se lo deja a Sana e intenta huir a la nueva nación de Pakistán con su familia, pero Najma la encuentra y la apuñala. Hasan y Sana se separan en el caos. Kamala puede interactuar con Aisha, quien le pide que guíe a Sana antes de morir. Al conjurar una proyección de estrellas para llevar a Sana hasta su padre, Kamala se da cuenta de que ella fue quien los reunió según las historias que sus padres le habían contado esa noche. Volviendo al presente, Kamala descubre que el golpe de Najma había abierto el Velo de Noor, pero vaporiza a cualquiera que interactúe con él. Najma transfiere su poder a Kamran antes de sacrificarse para cerrar el Velo. Sana y Muneeba encuentran a Kamala y esta última acepta los poderes de su hija. Kamran busca refugio con Bruno, donde ambos son atacados por un dron del DODC. Kamran lo destruye, pero la explosión resultante destruye la tienda debajo de ellos.                                            |                                                                |                              |                                                                                         |                               |
| 6 | «No Normal» «Nada normal / Atípica»                            | Adil El Arbi & Bilall Fallah | Historia por: Will Dunn Guion por: Will Dunn y A. C. Bradley & Matthew Chauncey         | 13 de julio de 2022           |
| Bruno y Kamran huyen de DODC, pero Deever ordena un cierre en toda la ciudad para encontrarlos. Kamala elabora un traje con un regalo de su madre y una máscara hecha por Bruno, antes de reunirse con Bruno y Kamran. Con la ayuda de Nakia, Aamir y Zimmer, el grupo detiene a los agentes del DODC. Cleary ordena una retirada, pero Deever lo ignora y lidera un destacamento de agentes para asaltar la escuela donde se esconden Kamala y sus amigos. Los agentes arrestan a todos excepto a Kamala y Kamran, quienes se enfrentan a Deever. Ella lo ataca, pero Kamala lucha contra los agentes y permite que todos sus amigos escapen. Deever se retira y luego Cleary la releva de su deber. Kamala se convierte en una figura querida en su comunidad y toma el nombre de superheroína, "Ms. Marvel" luego de una conversación sincera con Yusuf. Kamran huye a Pakistán y se encuentra con Kareem, según lo dispuesto por Kamala. Más tarde, Bruno le dice a Kamala que posee una mutación genética de la que carece el resto de su familia. En una escena de mitad de créditos, el brazalete emite un brillo extraño antes de que Kamala cambie de lugar con Danvers.                                                  |                                                                |                              |                                                                                         |                               |

## Producción

### Desarrollo
El consultor creativo de Marvel, Joe Quesada, dijo en septiembre de 2016 que había planes para explorar el personaje de Kamala Khan / Ms. Marvel en otros medios luego de su inusualmente rápido éxito y popularidad entre los lectores de cómics. El presidente de Marvel Studios, Kevin Feige, dijo en mayo de 2018 que un proyecto del Universo cinematográfico de Marvel (UCM) basado en Kamala Khan estaba "en proceso", y seguiría el estreno de la película Capitana Marvel (2019) ya que Kamala está inspirado en la titular de esa película, Carol Danvers.
En agosto de 2019, Marvel Studios había comenzado el desarrollo de una serie de televisión de Ms. Marvel para el servicio de streaming, Disney+, con Bisha K. Ali contratada para servir como escritora en la serie Loki. Ali se acercó a Kevin Wright, uno de los ejecutivos de Marvel Studios en Loki, mientras trabajaban juntos para tener la oportunidad de reunirse sobre Ms. Marvel, y rechazó una extensión para continuar trabajando en Loki para crear su pitch. Ella creía que Marvel respondía a su "vibración y energía generales" con su propuesta, y que una serie sobre Ms. Marvel era muy personal para ella "como fan, como persona del sur de Asia, como mujer pakistaní, [y] como mujer de origen musulmán", hacer que una serie sobre estos sea "específico y universal". Ms. Marvel fue anunciada oficialmente por Marvel Studios en el D23 de 2019.
En septiembre de 2020, Adil El Arbi y Bilall Fallah (acreditados como Adil & Bilall) fueron contratados para dirigir dos episodios de la serie, Menon fue contratada para dirigir un episodio y Obaid-Chinoy contratada para dirigir tres episodios. Menon y Obaid-Chinoy finalmente dirigieron dos episodios cada uno. A pesar de sus diferentes estilos visuales y trabajos anteriores, todos los directores trabajaron en estrecha colaboración para crear una "transición perfecta" entre sus episodios. Ali, El Arbi y Fallah son productores ejecutivos de la serie y trabajaron en estrecha colaboración con Marvel Studios para desarrollar la serie, con la cocreadora de Kamala Khan, Sana Amanat, también productora ejecutiva. Feige, Louis D'Esposito, Victoria Alonso y Brad Winderbaum de Marvel Studios también se desempeñan como productores ejecutivos.

### Guion
Además de Ali, los escritores de la serie incluyen a Kate Gritmon, Freddy Syborn, A. C. Bradley, Matthew Chauncey, Sabir Pirzada, Fatimah Asghar y Will Dunn. Bradley y Chauncey fueron, respectivamente, el escritor principal, el editor de historias y el escritor de What If...?, uniéndose a Ms. Marvel después de completar los guiones de la segunda temporada de What If...?, con Bradley también como productor consultor en Ms. Marvel, mientras que Pirzada fue escritora de Moon Knight. Bradley declaró que ella "[reescribió] significativamente todos los episodios" de la serie, lo que a su vez requirió que la WGA le ordenara recibir crédito por escritura en tres de los episodios. A pesar de este trabajo, Bradley afirmó que solo le pagaban una tarifa semanal y no recibía honorarios por el guion. Ali creía que tener a Amanat como productor ejecutivo de la serie les permitía "mantenerse fieles al personaje" de los cómics, mientras añadían "algo nuevo, con frescura, vitalidad y un toque contemporáneo". Ali calificó su tiempo de trabajo en Loki como "un buen campo de entrenamiento" para servir como la escritora principal de Ms. Marvel, aprendió qué libertades creativas permitió Marvel Studios para que cada serie habitara su propia parte del MCU, sin dejar de estar limitada por la narración general. Se le dijo que mantuviera la historia de Kamala "a nivel del suelo", que ya era parte de su plan para la serie, mientras que siempre se centraba en a quién representa el personaje de Khan. Ali también recibió consejos de los escritores principales de WandaVision y The Falcon and the Winter Soldier, Jac Schaeffer y Malcolm Spellman.
En Ms. Marvel, Kamala obtiene la capacidad de aprovechar la energía cósmica y crear construcciones de luz dura a partir de un brazalete mágico, que difiere de las habilidades de cambio de forma que tiene en los cómics. Feige explicó que la fuente Inhumana de sus habilidades en los cómics no "coincidía" con la línea de tiempo y los eventos de la MCU, por lo que sus poderes se ajustaron para estar relacionados con su herencia pakistaní. También se acercaron a los poderes cósmicos de los otros héroes en la película The Marvels (2023), en la que coprotagoniza Vellani. Feige agregó que las "manos y brazos gigantes" del personaje aún aparecerían en la serie "en espíritu". El cambio en los poderes de Kamala no fue parte del pitch inicial de Ali, y Ali agregó que fue una decisión de "grupo" alterarlos y se hizo eco de Feige al decir que el cambio se hizo para alinear al personaje con lo que se ha establecido en el UCM. Era importante que la nueva representación de los poderes de Kamala tenía la "misma conectividad con su psicología y el viaje que está atravesando y la forma en que se ve a sí misma" como lo hicieron sus habilidades de cambio de forma en los cómics. Amanat y otro de los co-creadores del personaje, G. Willow Wilson, ambos fueron consultados y apoyaron el cambio, y Amanat sintió que era "divertido darle a Kamala diferentes tipos de poderes que se sienten de gran alcance y cinematográficos... la esencia de los poderes en los cómics es allí, tanto desde un punto de vista metafórico como desde un punto de vista visual." El episodio final revela que Kamala tiene una "mutación" genética, lo que implica que es una mutante (lo cual está respaldado por un extracto musical de X-Men: La Serie Animada durante la revelación). Vellani confirmó que Kamala fue la primera mutante en el MCU, y Ali dijo que esto explica por qué otros miembros de su familia no tienen poderes. Amanat y Wilson originalmente tenían la intención de que Kamala fuera una mutante en los cómics.
Ms. Marvel es una historia sobre la mayoría de edad, con Amanat señalando que la serie se inspiró en los cómics del personaje, creando la versión del MCU de la "extravagancia y distinción estilística" de los cómics y siendo "contada a través de la lente de la experiencia de Kamala y su imaginación salvaje". También describió la vida y el mundo de Khan como "naturalmente coloridos" dado que Jersey City es "un lugar bastante loco, vibrante y multicultural". Carol Danvers es la inspiración de Khan para convertirse en una heroína, ya que la vio casi derrotar a Thanos durante los eventos de Avengers: Endgame (2019). Amanat creía que era importante contar una historia sobre quiénes son tus héroes para una persona joven de color y explorar lo que eso hace "a tu sentido de identidad". Ali quería mezclar la "caprichosa y cualidades mágicas" de los cómics de Ms. Marvel con películas de escuela secundaria estadounidense, inspirándose en las películas de John Hughes y las películas 10 Things I Hate About You (1999), Lady Bird (2017), Eighth Grade (2018) y Booksmart (2019), así como la película del MCU, Spider-Man: Homecoming (2017). El actor de Bollywood, Shah Rukh Khan también fue una inspiración para la serie. La serie presenta un triángulo amoroso entre Khan, Bruno Carrelli y Kamran, que se atenuó sustancialmente durante el proceso de escritura porque Ali no quería que el público creyera que era la historia dominante. El Arbi dijo que Bruno estaba atrapado en la friend zone "identificable", mientras que Ali sintió que esto era una "parte fundamental del crecimiento".
La familia de Khan juega un papel importante en la serie, que Ali sintió que era "vital" y una forma de diferenciar al personaje dentro del MCU. Quería explorar "lo que se ha transmitido a [Kamala] a través del trauma intergeneracional. Quería mostrar estas cuatro generaciones de mujeres y demostrar que son su superpoder". El padre de Kamala también le da el nombre de Ms. Marvel, mientras que su madre ayuda a construir su disfraz. La partición de la India también es una parte importante de la serie, siendo incluido en el desarrollo de la serie desde el principio. Ali miró la película Capitán América: El primer vengador (2011), que ocurre al final de la Segunda Guerra Mundial, para ver cómo podía vincular los eventos de la vida real de partición a lo que se había establecido en el UCM. Priya Satia, profesora de la Universidad de Stanford e historiadora del Imperio Británico, consultó sobre la serie. Los escritores creó "ensayos" sobre cómo los Clandestinos, la dimensión Noor y las Red Daggers estaban todos conectados. Ali explicó que gran parte de esto no se pudo incluir en la versión final de la serie debido a la pandemia de COVID-19 y otras limitaciones de tiempo, con las historias de los clandestinos y las Red Daggers tienendo que ser "truncadas". Kamala y los clandestinos se conocen como Djinn en la serie, que algunos fanáticos musulmanes señalaron que el Corán prohíbe adorar a Djinn, Obaid-Chinoy respondió que creía que «Djinn» "es una palabra que se usa libremente en el sur de Asia" y que la serie intentaba mostrar que "cualquiera que sea diferente, o cualquiera que tenga poderes que provengan de fuentes inexplicables, podría ser confundido con los orígenes". Ali aclaró que Kamala ni los Clandestinos eran «Djinn», y los escritores querían explorar cómo se sentiría emocionalmente Khan al escuchar esto dadas las connotaciones culturales negativas de Djinn.

### Casting
En septiembre de 2020, la recién llegada Iman Vellani fue elegida para el papel principal de Khan, Su tía le envió una convocatoria de casting para el papel, lo que llevó a Vellani a enviar una cinta antes de que se le pidiera una audición en las oficinas de Marvel Studios en Los Ángeles, California. Tuvo una prueba de pantalla en persona en febrero de 2020, así como una virtual sobre Zoom en junio de 2020 antes de obtener el puesto. Mientras que las fotos del set de noviembre revelaron que Matt Lintz había sido elegido para la serie. Ese diciembre, Marvel confirmó que Lintz había sido elegido, interpretando a Bruno Carrelli, junto con Yasmeen Fletcher como Nakia Bahadir; Zenobia Shroff como Muneeba Khan; Mohan Kapur como Yusuf Khan; Saagar Shaikh como Aamir Khan; Azhar Usman como Najaf; Aramis Knight como Kareem / Red Dagger; Rish Shah como Kamran; Travina Springer como Tyesha Hillman; Laith Nakli como Sheikh Abdullah; y Nimra Bucha como Najma.
La actriz recién llegada actriz, Laurel Marsden fue elegida para el papel de Zoe Zimmer en febrero de 2021, mientras que se reveló que Alysia Reiner que también había sido elegida para la serie como la agente Sadie Deever del Departamento de Control de Daños (DODC). Fawad Khan reveló que formaba parte del elenco en diciembre de 2021, apareciendo como Hasan, y Mehwish Hayat fue reportado un mes después de tener también un papel en la serie, como Aisha. En marzo de 2022, se reveló que Adaku Ononogbo fue elegida para interpretar a Fariha. Arian Moayed se unió al elenco en ese mes de mayo, retomando su papel como agente DODC, P. Cleary de Spider-Man: No Way Home (2021), al igual que Farhan Akhtar en el papel de invitado de Waleed. Samina Ahmad aparece como la abuela de Kamala, Sana, que recibió su nombre de Amanat.
También en febrero de 2021, Alyy Khan reveló que planeaba ser parte de la serie en los episodios de Obaid-Chinoy. En marzo de 2022, Anjali Bhimani se reveló como la tía Ruby, un papel recurrente, después de aparecer previamente en la serie de Marvel Television, Runaways. Jordan Firstman aparece como Gabe Wilson, nombrado como homenaje a G. Willow Wilson, mientras que Ali Alsaleh y Dan Carter aparecen como Aadam y Saleem, y Vardah Aziz y Asfandyar Khan aparecen como los primos de Kamala, Zainab y Owais, respectivamente. Brie Larson hace un cameo no acreditado como Carol Danvers / Capitana Marvel en la escena de mitad de créditos del final de la serie.

### Diseño
Arjun Bhasin sirve como diseñador de vestuario para la serie. El traje de Ms. Marvel de Kamala se inspiró en burkinis y salwar kameez, con sutiles "culturales detalles" en la tela. Amanat le dio crédito a Bhasin por incorporar "texturas geniales" para hacer que el disfraz se sintiera del sur de Asia de "una manera muy sutil", y notó que el rayo en el disfraz se actualizó de la versión cómica del disfraz. Christopher Glass se desempeña como diseñador de producción, mientras que Natasha Gerasimova fue la diseñadora de producción de las regrabaciones de la serie. Perception creó la secuencia del título final de la serie, utilizando imágenes de lugares en Jersey City mezcladas con murales relacionados con Ms. Marvel.

### Rodaje
El Arbi y Fallah, Menon y Obaid-Chinoy dirigieron la serie. El rodaje comenzó a principios de noviembre de 2020 en Trilith Studios en Atlanta, Georgia, con rodaje adicional en Blackhall Studios y Areu Brothers Studios. La serie se rodó bajo el título provisional, «Jersey». Robrecht Heyvaert se desempeñó como director de fotografía de El Arbi y Fallah, con Carmen Cabana como directora de fotografía de Menon, y Jules O'Loughlin como director de fotografía de Obaid-Chinoy.
Las secuencias animadas no estaban escritas, aunque una versión anterior del guion del primer episodio tenía un momento dentro de la cabeza de Kamala, que los directores tomaron y ampliaron esa idea a lo largo de toda la serie. El Arbi y Fallah los concibieron como una forma de "entrar en la cabeza de Kamala Khan y capturar su mundo de sueños y su mundo de fantasía", y para que los espectadores vean el mundo "a través de sus ojos". Estos momentos fueron una forma de traducir la vitalidad que los directores disfrutaban de los cómics a la serie, y se inspiraron en la película animada Spider-Man: Into the Spider-Verse (2018). La integración de los elementos animados requirió mucha planificación durante la preproducción y no permitió a los directores improvisar cómo se filmaron esas secuencias. El Arbi señaló que los otros directores también disfrutaron usándolos para sus episodios. El dúo también se inspiró en Spike Lee y en hacer de Nueva Jersey un personaje en la serie como lo hace Lee con la ciudad de Nueva York en sus películas, Steven Spielberg, anime (particularmente por los efectos visuales), las películas de John Hughes, las películas Booksmart y Scott Pilgrim vs. the World (2010), las series de televisión de principios de los 90, Parker Lewis Can't Lose y Saved by the Bell, y Adrian Alphona y el arte de Jamie McKelvie de los cómics, Ms. Marvel. El Arbi y Fallah concluyeron sus episodios el 5 de marzo de 2021.
Se utilizaron asesores culturales para examinar los guiones y lo que se estaba filmando para garantizar su autenticidad. El rodaje secundario se llevó a cabo en Condado de Hudson, Nueva Jersey, desde marzo hasta principios de abril. Vellani y Shah continuaron filmando escenas en Atlanta hasta finales de abril y principios de mayo. Obaid-Chinoy comenzó a filmar los episodios cuarto y quinto en Tailandia el 23 de marzo, específicamente en Bangkok y en las instalaciones de Studio Park. Dados los estrictos protocolos COVID-19 de la serie, Ms. Marvel pudo obtener una exención del gobierno tailandés para continuar filmando en el país durante abril y mayo de 2021 a pesar de nuevas restricciones establecidas en abril que suspendieron otras películas y producciones televisivas. El elenco y el equipo de 450 personas se dividieron en tres burbujas para que la producción continuara si se encontraba una prueba positiva en una de las burbujas. Tailandia sustituye a Pakistán en la serie, y la producción no pudo filmar en ese país debido a su situación política, aunque se filmaron algunas tomas en Karachi. El rodaje de la serie concluyó en Tailandia a principios de mayo de 2021.
Los regrabaciones, con la dirección de Obaid-Chinoy, se produjeron a finales de enero de 2022. Afirmó que las regrabaciones eran en su mayoría material de captación, destinado a ayudar a aclarar algunos elementos de la historia para crear una narrativa cohesiva. Gerasimova, por el contrario, calificó las regrabaciones como "bastante masivas" debido a "una gran reestructuración del guión, y se reorganizaron muchos episodios", lo que resultó en la necesidad de construir nuevos escenarios en Atlanta, que no es siempre es el caso de los reshoots. Esto incluyó tratar de igualar el material filmado en Tailandia, lo que fue "increíblemente desafiante". La escena de mitad de créditos del final de la serie fue filmada por la directora de The Marvels, Nia DaCosta.

### Posproducción
Los editores de la serie incluyen a Nona Khodai (episodios uno, cuatro, cinco y seis), Sabrina Plisco (episodios uno, tres y seis) y Emma McCleave y Sushila Love (episodios dos y tres). Los efectos visuales para la serie fueron creados por Digital Domain, Framestore, FuseFX, Method Studios, RISE, SSVFX, Trixter y Perception.

### Música
La compositora Laura Karpman trabajó en la banda sonora de la serie durante cinco meses, de febrero a julio de 2022. Anteriormente compuso What If...? y había sido contratada para componer la banda sonora de The Marvels. Karpman dijo que se sumergió en la "rica herencia musical" de Khan, y quería darle al personaje "el tipo de dignidad y presencia de todos los demás superhéroes importantes de Marvel" al tiempo que reconoce su origen cultural. Trabajó de cerca con Amanat, quien tenía ideas específicas que quería para la música de la serie, y también le recomendó un violinista a Karpman para lograr ciertos "sonidos únicos".
Al abordar el tema de Kamala, Karpman buscó incorporar una orquesta tradicional con elementos musicales del sur de Asia, y se aseguró de que fuera "moderna, impulsada por ritmos contemporáneos, ritmos dhol, ritmos tabla o ambos" ya que el personaje era un adolescente. Los elementos del sur de Asia fueron logrados por una serie de artistas que tocaron el sarangi, Surshringar, bansuri y mridangam, grabando de forma remota en India y Pakistán, junto con solistas destacados, el violinista Raaginder y la vocalista Ganavya Doraiswamy. Karpman quedó impresionado con la improvisación de estos artistas, creyendo que esas tomas tenían "las cosas más interesantes" en ellas sobre las que solo tenían los temas que ella les había proporcionado para tocar. Estos sonidos se combinaron con una orquesta de 70 piezas que grababa todas las semanas en el Synchron Stage Vienna, junto con otros elementos de producción y procesamiento; se agregó un coro de ocho voces de cantantes del sur de Asia para la partitura del quinto episodio. Otros temas creados por Karpman incluyeron uno para el brazalete de Kamala y otro para su herencia, y un tema de amor para Aisha y Hasan, entre otros. La partitura de Karpman para la serie se publicó digitalmente de Marvel Music y Hollywood Records en dos volúmenes: la música de los tres primeros episodios se lanzó el 22 de junio de 2022, y la música de los últimos tres episodios el 13 de julio.  El tema principal de la serie, "Ms. Marvel Suite", se lanzó como sencillo el 7 de junio.
Ms. Marvel también presenta una serie de canciones existentes, con Ali creyendo que la música fue una parte integral de la adaptación del personaje a la pantalla. Le dio crédito a Amanat por tener una visión sólida de qué canciones se necesitaban y debían usarse. Amanat llamó Ms. Marvel una "gran plataforma" para mostrar la música del sur de Asia, con selecciones que son una combinación similar a Kamala.
Toda la música está compuesta por Laura Karpman a menos que se indique lo contrario.

| Ms. Marvel: Vol. 1 (Episodes 1-3) [Original Soundtrack] |                        |          |  |
| N.º                                                     | Título                 | Duración |  |
| 1.                                                      | «Ms. Marvel Suite»     | 4:30     |  |
| 2.                                                      | «Figure Out Your Life» | 1:24     |  |
| 3.                                                      | «Mysterious Parcel»    | 3:30     |  |
| 4.                                                      | «The Plan»             | 2:18     |  |
| 5.                                                      | «Sure They Do»         | 2:04     |  |
| 6.                                                      | «Siren Call»           | 1:58     |  |
| 7.                                                      | «The Save»             | 5:20     |  |
| 8.                                                      | «Cosmic»               | 1:35     |  |
| 9.                                                      | «About Last Night»     | 1:30     |  |
| 10.                                                     | «Bathroom Confab»      | 1:02     |  |
| 11.                                                     | «Trail of Stars»       | 2:33     |  |
| 12.                                                     | «Damage Control»       | 1:35     |  |
| 13.                                                     | «Hard Landing»         | 3:22     |  |
| 14.                                                     | «Flee the Scene»       | 2:08     |  |
| 15.                                                     | «Digging in the Dirt»  | 3:26     |  |
| 16.                                                     | «Bad Things Happen»    | 1:48     |  |
| 17.                                                     | «Questioning»          | 0:52     |  |
| 18.                                                     | «Good News, Bad News»  | 1:13     |  |
| 19.                                                     | «A Thing You Do»       | 1:43     |  |
| 20.                                                     | «Circle Q Score»       | 1:19     |  |
| 21.                                                     | «Bonding»              | 1:39     |  |
| 22.                                                     | «Not Asking Anymore»   | 2:53     |  |
| 23.                                                     | «Blitz»                | 1:17     |  |
| 24.                                                     | «Showdown»             | 2:03     |  |
| 25.                                                     | «Homecoming»           | 2:09     |  |

| Ms. Marvel: Vol. 2 (Episodes 4–6) [Original Soundtrack] |                             |                                              |          |  |
| N.º                                                     | Título                      | Artista                                      | Duración |  |
| 1.                                                      | «Karachi Station»           |                                              | 1:12     |  |
| 2.                                                      | «Arrival»                   |                                              | 2:57     |  |
| 3.                                                      | «Friend or Foe»             |                                              | 1:52     |  |
| 4.                                                      | «It's Genetic»              |                                              | 1:41     |  |
| 5.                                                      | «Stove»                     |                                              | 1:30     |  |
| 6.                                                      | «Two Worlds»                |                                              | 2:36     |  |
| 7.                                                      | «Getaway»                   |                                              | 1:38     |  |
| 8.                                                      | «Blood and Pain»            |                                              | 1:11     |  |
| 9.                                                      | «Mother and Daughter»       |                                              | 2:01     |  |
| 10.                                                     | «Training»                  |                                              | 1:11     |  |
| 11.                                                     | «Surprise»                  |                                              | 0:52     |  |
| 12.                                                     | «Street Chase»              |                                              | 2:09     |  |
| 13.                                                     | «Leaping Balconies»         |                                              | 1:16     |  |
| 14.                                                     | «Running Scared»            |                                              | 2:05     |  |
| 15.                                                     | «Another Season»            |                                              | 1:44     |  |
| 16.                                                     | «Fight for Freedom»         |                                              | 0:44     |  |
| 17.                                                     | «Walking Stick»             |                                              | 1:11     |  |
| 18.                                                     | «She Who Lives»             |                                              | 2:33     |  |
| 19.                                                     | «Peaceful Transition»       |                                              | 1:05     |  |
| 20.                                                     | «Charity»                   |                                              | 1:09     |  |
| 21.                                                     | «A Meeting and a Deadline»  |                                              | 1:45     |  |
| 22.                                                     | «People Are Dying»          |                                              | 1:23     |  |
| 23.                                                     | «Exodus»                    |                                              | 1:20     |  |
| 24.                                                     | «The Last Train»            |                                              | 3:39     |  |
| 25.                                                     | «Answered Prayer»           |                                              | 4:26     |  |
| 26.                                                     | «Transfer»                  |                                              | 1:46     |  |
| 27.                                                     | «Two People»                |                                              | 1:40     |  |
| 28.                                                     | «Reconciliation»            |                                              | 1:16     |  |
| 29.                                                     | «Generations»               |                                              | 0:58     |  |
| 30.                                                     | «Nowhere to Go»             |                                              | 0:45     |  |
| 31.                                                     | «Subway Powers»             |                                              | 1:14     |  |
| 32.                                                     | «Circle Q Exploded»         |                                              | 1:14     |  |
| 33.                                                     | «New Suit»                  |                                              | 0:43     |  |
| 34.                                                     | «Raid»                      |                                              | 0:49     |  |
| 35.                                                     | «Ensure Your Safety»        |                                              | 1:35     |  |
| 36.                                                     | «Keep Looking»              |                                              | 1:09     |  |
| 37.                                                     | «Glowing Pains»             |                                              | 1:26     |  |
| 38.                                                     | «Back to School»            |                                              | 1:44     |  |
| 39.                                                     | «New Plan»                  |                                              | 1:42     |  |
| 40.                                                     | «Threat»                    |                                              | 1:18     |  |
| 41.                                                     | «Bad Press»                 |                                              | 1:27     |  |
| 42.                                                     | «Walls Close In»            |                                              | 1:32     |  |
| 43.                                                     | «Stay With Me»              |                                              | 1:13     |  |
| 44.                                                     | «What Happens in Karachi»   |                                              | 2:35     |  |
| 45.                                                     | «Powerful Hands»            |                                              | 2:52     |  |
| 46.                                                     | «There is No Normal»        |                                              | 2:25     |  |
| 47.                                                     | «Control Damaged»           |                                              | 1:41     |  |
| 48.                                                     | «On a Lamp Post»            |                                              | 3:19     |  |
| 49.                                                     | «Who...Is...That...??!!»    |                                              | 0:32     |  |
| 50.                                                     | «Bed of Roses – Indian Mix» | Tanweer Mian, Prashant Patil & Gurinder Negi | 2:32     |  |
| 51.                                                     | «Aavegi»                    | Ritviz                                       | 2:31     |  |

## Marketing
Un primer vistazo a la serie con imágenes iniciales, testimonios sobre el impacto que ha tenido el personaje y clips de la audición de Vellani se mostraron en el Investor Day de Disney en diciembre de 2020. Josh Weiss de Syfy Wire lo calificó de "absolutamente invaluable" al ver el momento exacto de Vellani se enteró de que había sido elegida como Kamala. Se mostraron imágenes adicionales durante el Disney+ Day el 12 de noviembre de 2021.
El primer tráiler de la serie se lanzó el 15 de marzo de 2022. Muchos comentaristas notaron el cambio en los poderes de Kamala de los cómics (en los que tiene habilidades para cambiar de forma) a poder aprovechar la energía cósmica y formar construcciones a partir de un brazalete mágico. Linda Codega en Gizmodo dijo que el tráiler era "tan adorable, divertido y emocionante como los cómics, lleno de decisiones de dirección absolutamente excelentes" y que la serie parecía "una combinación perfecta de Scott Pilgrim vs. the World y Sky High". Gabrielle Sanchez de The AV Club dijo que el tráiler ofrecía "una guía ilustrativa de Kamala Khan". La toma final del tráiler, así como un póster también lanzado para la serie, rinde homenaje a la portada de Ms. Marvel (2014) #5.
A Fan's Guide to Ms. Marvel, un cortometraje documental que presenta una mirada exclusiva a la producción de la serie y entrevistas del equipo de cineastas y Vellani, se estrenó en Disney+, el 1 de junio de 2022. En enero de 2021, Marvel anunció su programa Marvel Must Haves, que revela nuevos juguetes, juegos, libros, ropa, decoración del hogar y otros productos relacionados con cada episodio de Ms. Marvel tras el lanzamiento de un episodio, que comenzaría el 7 de junio y concluyó el 15 de julio de 2022. Se incluyeron códigos QR en los primeros dos episodios que vinculan a los espectadores a un sitio web para acceder a cómics digitales gratuitos con Ms. Marvel que se actualizaban semanalmente; esto siguió un programa similar que sucedió con Moon Knight. Los cómics publicados para los episodios, en orden, fueron Ms. Marvel (2014) #1, Ms. Marvel (2014) #15, Magnificent Ms. Marvel (2019) #1, Ms. Marvel (2015) #12, y Ms. Marvel (2014) #19.

## Estreno
Ms. Marvel debutó en Disney+ el 8 de junio de 2022, y consistió de 6 episodios, con un estreno semanal hasta el 13 de julio. El estreno en la alfombra roja tuvo lugar el 2 de junio en El Capitan Theatre en Los Ángeles. Anteriormente se esperaba que debutara a finales de 2021. Tras el anuncio de que Hawkeye que se estrenaría a fines de noviembre de 2021, Aaron Couch de The Hollywood Reporter dijo que no estaba "seguro" si Ms. Marvel también estrenaría en 2021, dado que Hawkeye aún estrenaría en diciembre y era "poco probable" dos series de Marvel Studios estrenarían al mismo tiempo. En agosto de 2021, Matt Webb Mitovich de TVLine sintió que estaba "muy seguro al asumir" que Ms. Marvel estrenaría a principios de 2022. y el mes siguiente se confirmó que se trasladaría a 2022. En noviembre del 2021, se confirmó su estreno a mediados de 2022, y el estreno en junio de 2022 se confirmó en marzo de 2022. Ms. Marvel es parte de la Fase Cuatro del UCM.
La serie recibió un estreno en cines de tres partes en Pakistán a través del licenciante HKC Entertainment, debido a que Disney+ no está disponible en el país en ese momento. Los dos primeros episodios se lanzaron el 16 de junio de 2022 y seguidos por el tercer y cuarto episodios el 30 de junio y los dos últimos episodios el 14 de julio. Ms. Marvel se emitió en ABC como parte de la serie, The Wonderful World of Disney, con los primeros tres episodios se emitiéndose el 5 de agosto de 2023 y los tres últimos se emitieron el 12 de agosto de 2023. Esto se hizo con la esperanza de brindar una oportunidad adicional para que los espectadores vean la serie y se les presente a Kamala Khan antes de su aparición en The Marvels más adelante en 2023, así como para llenar el tiempo de programación de ABC durante la Huelga del Sindicato de Guionistas de Estados Unidos de 2023 y huelgas de SAG-AFTRA que había interrumpido la producción de series de televisión.

## Recepción
El sitio web del agregador de reseñas, Rotten Tomatoes informó una calificación de aprobación del 98%, con una puntuación media de 8.20/10, basado en 301 reseñas. El consenso de los críticos del sitio web dice: "Ms. Marvel es una adición genuinamente nueva al MCU, tanto estilística como sustancialmente, con Iman Vellani impulsando hábilmente los procedimientos con su carisma de gran tamaño". Metacritic, que utiliza un promedio ponderado, asignó una puntuación de 78 sobre 100 según en 23 críticos, lo que indica "críticas generalmente favorables".

Los dos primeros episodios se entregaron a los críticos para que revisaran la serie antes de su estreno, con Destiny Jackson en Empire sintiendo que la serie podía equilibrar los momentos cómicos y dramáticos, con "chistes visuales ingeniosos y personajes completos, cálidamente divertidos y simpáticos al instante", y agregó que Ms. Marvel tuvo "una visión auténtica de la cultura paquistaní-estadounidense; [...] el programa tiene un cuidado admirable al explicar los rituales y las realidades de la vida de un musulmán moderno". Escribiendo para Rolling Stone, Alan Sepinwall comentó que las escenas de superhéroes "rara vez eran más que funcionales" con una falta de energía en comparación con las más personales como las "discusiones de Kamala con sus padres, ella y Nakia protestando por la condición de las partes segregadas por género de la mezquita, o ella y... Kamran coqueteando mientras hablan de sus películas favoritas de Bollywood". Caroline Framke de Variety sintió que Ms. Marvel rompió con el "estilo típico de la casa de Marvel" con el uso de la animación para transmitir los pensamientos y los sueños de Kamala, llamándolo una "magia cinética tangible" y comparándolo con la película animada Spider-Man: Into the Spider- Verse.
La interpretación de Vellani de Kamala Khan recibió elogios generalizados. Emma Fraser de IGN la comparó con Hailee Steinfeld como Kate Bishop en Hawkeye, con Kathryn Porter de Pegar agregando que Vellani "brilla" en el papel y que "no había forma de explicar lo genial que es en esto más que decir que encarna el verdadero espíritu de Kamala Khan". Mohammad Zaheer de BBC Culture llamó a Vellani "un adorable paquete de carisma" en un papel "hecho a medida para ella", comparándola con Robert Downey Jr. como Tony Stark y Emma Watson como Hermione Granger de la franquicia del Mundo Mágico.
También se destacaron los cambios en los poderes de Kamala de los cómics, con varios críticos comentando sobre la conexión más personal del nuevo origen. En contraste, Sepinwall llamó a estas habilidades "más genéricas" que las poderes de los cómics. Charles Pulliam-Moore en The Verge escribió que las habilidades de acción en vivo "solo pueden aproximarse a los aspectos llamativos de lo que originalmente era una metáfora matizada en los cómics [...] Pero el programa no va tan lejos con su héroe en términos de usar su presunción para explorar ideas como el racismo internalizado o las presiones que los estándares de belleza occidentales (léase: blancos) ejercen sobre las personas de color". G. Willow Wilson, uno de los creadores del personaje, había descrito previamente que durante el desarrollo de los poderes de Kamala, se eligió no darle "poderes bonitos, flotantes, brillantes, ondulantes", que Porter sintió que era "una de las cosas más importantes sobre ella en los cómics, y perder eso a favor de poderes que son, de hecho, brillante, ondulado a mano, flotante y bonito es realmente desafortunado".
La activista Malala Yousafzai elogió la serie por su reflejo del pueblo paquistaní, y quedó "sorprendida por lo familiar que parecía la vida de Kamala Khan" para mí", diciendo que la serie era "para cada joven que encuentra su lugar en el mundo". La serie fue anticipada por musulmanes en Jersey City, New Jersey, con el concejal Yousef Saleh llamando Ms. Marvel un "punto crítico en la cultura televisiva" ya que presentaría a los musulmanes retratados como héroes en lugar de villanos como se hace más comúnmente, y estaba entusiasmado con la presencia de un superhéroe musulmán de Marvel para "inspirar a la próxima generación". McNair Academic High School en la ciudad cuenta con un club llamado Coles Kamala Korps, que se lanzó en 2022 en respuesta a la anticipación de la serie y The Marvels, después de centrarse informalmente en el personaje anteriormente.
Después del estreno del primer episodio, la serie fue bombardeada en IMDb con una gran cantidad de calificaciones de 1 estrella. También se publicaron múltiples reseñas con algunos críticos que no les gustaban los aspectos familiares de la serie o el cambio de los poderes de Kamala, mientras que otros llamaron a la serie «woke», mencionando a la Capitana Marvel.

### Reconocimientos
| Premio                              | Fecha de ceremonia    | Categoría | Receptor(es)                                                                                   | Resultado | Ref(s)          |
| ----------------------------------- | --------------------- | --- | ---------------------------------------------------------------------------------------------- | --------- | --------------- |
| Premios Harvey                      | 7 de octubre de 2022  | Mejor Adaptación de un Cómic/Novela Gráfica                                                                          | Ms. Marvel                                                                                     | Ganadora  | [ 145 ]         |
| Premios Saturn                      | 25 de octubre de 2022 | Mejor serie de eventos limitados (Streaming)                                                                         | Ms. Marvel                                                                                     | Nominada  | [ 146 ]         |
| Premios Saturn                      | 25 de octubre de 2022 | Mejor actuación de una actriz joven (Streaming)                                                                      | Iman Vellani                                                                                   | Ganadora  | [ 146 ]         |
| Kids' Choice Awards                 | 4 de marzo de 2023    | Programa de televisión favorito (niños)                                                                              | Ms. Marvel                                                                                     | Nominada  | [ 147 ]         |
| Premios Guild of Music Supervisors  | 5 de marzo de 2023    | Mejor supervisión musical - Drama televisivo                                                                         | Ms. Marvel                                                                                     | Nominada  | [ 148 ]         |
| Critics' Choice Super Awards        | 16 de marzo de 2023   | Mejor serie de superhéroes, serie limitada o película para televisión                                                | Ms. Marvel                                                                                     | Nominada  | [ 149 ]         |
| Critics' Choice Super Awards        | 16 de marzo de 2023   | Mejor actriz en una serie de superhéroes                                                                             | Iman Vellani                                                                                   | Nominada  | [ 149 ]         |
| TCA Awards                          | 7 de agosto de 2023   | Logro destacado en una programación familiar                                                                         | Ms. Marvel                                                                                     | Ganadora  | [ 150 ]         |
| Primetime Creative Arts Emmy Awards | 6–7 de enero de 2024  | Mejor edición de fotografía para una serie o película limitada o de antología                                        | Nona Khodai, Sabrina Plisco (por «Generation Why»)                                             | Nominadas | [ 151 ] [ 152 ] |
| Primetime Creative Arts Emmy Awards | 6–7 de enero de 2024  | Mejor composición musical para una serie limitada o de antología, película o especial (partitura dramática original) | Laura Karpman (por «Time and Again»)                                                           | Nominada  | [ 151 ] [ 152 ] |
| Primetime Creative Arts Emmy Awards | 6–7 de enero de 2024  | Mejor música original del tema del título principal                                                                  | Laura Karpman                                                                                  | Nominada  | [ 151 ] [ 152 ] |
| Primetime Creative Arts Emmy Awards | 6–7 de enero de 2024  | Excelente diseño de movimiento                                                                                       | Ian Spendloff, David Lochhead, Daniella Marsh, David Stumpf, Philip Robinson, y Matthew Thomas | Ganadores | [ 151 ] [ 152 ] |
| Astra TV Awards                     | 8 de enero de 2024    | Mejor serie limitada de transmisión                                                                                  | Ms. Marvel                                                                                     | Nominada  | [ 153 ]         |
| Astra TV Awards                     | 8 de enero de 2024    | Mejor actriz en una serie limitada o película en streaming                                                           | Iman Vellani                                                                                   | Nominada  | [ 153 ]         |
| Astra TV Awards                     | 8 de enero de 2024    | Mejor actriz de reparto en miniserie o película en streaming                                                         | Anjali Bhimani                                                                                 | Nominada  | [ 153 ]         |

## Especial documental
En febrero de 2021, se anunció la serie documental Marvel Studios: Assembled. Cada especial va detrás de escena de la realización de las películas y series de televisión de UCM con miembros del elenco y creativos adicionales. El especial de esta serie, Assembled: The Making of Ms. Marvel, con Vellani, se estrenó en Disney+, el 3 de agosto de 2022.

## Futuro
Durante el anuncio oficial de la serie en D23, Feige declaró que después de presentar a Ms. Marvel en la serie, el personaje pasaría a las películas de UCM, que reiteró en noviembre de 2019. Anteriormente, la estrella de Capitana Marvel, Brie Larson, expresó interés en incluir a Ms. Marvel en la secuela de esa película, y se confirmó que Vellani aparecería en The Marvels (2022) en diciembre de 2020. En febrero de 2021, Feige reveló que Ms. Marvel prepararía el camino para The Marvels. The Marvels no se concibió por completo cuando Ali comenzó a trabajar en la serie, por lo que tuvo mucha libertad creativa para crear la serie, pero sabía que tenía que haber una "madurez" en todo el arco de la serie para que Khan estaría "lista" para los eventos de The Marvels. Además, Shaikh, Shroff y Kapur repiten sus respectivos roles como miembros de la familia de Kamala en The Marvels.
En septiembre de 2023, Ali y El Arbi dijeron que se tomaría una decisión sobre una posible segunda temporada tras el estreno de The Marvels. En diciembre de 2023, Vellani expresó interés en que Doc.X fuera el villano en una segunda temporada, ya que "resonaría en la audiencia de la Generación Z", y también tenía esperanzas de que su cómic, junto con Pirzada de Ms. Marvel, que reconfiguraron al personaje como una mutante en la continuidad principal de Marvel Comics, eventualmente se adaptarían dentro del MCU.